# Bothrocolpodes
Bothrocolpodes is een geslacht van kevers uit de familie van de loopkevers (Carabidae). De wetenschappelijke naam van het geslacht is voor het eerst geldig gepubliceerd in 1985 door Basilewsky.

## Soorten
Het geslacht Bothrocolpodes omvat de volgende soorten:
- Bothrocolpodes fossulatus (Jeannel, 1948)
- Bothrocolpodes manjarivoloanus Basilewsky, 1985
- Bothrocolpodes rudis (Alluaud, 1909)
- Bothrocolpodes splendens Basilewsky, 1985